# バイオリン奏法
バイオリン奏法とは、エレクトリックギターの演奏時にボリューム（可変抵抗器）により音強を絞って電気的にアタック音が鳴らない状態で撥弦した直後に、ボリュームを解放してクレッシェンドさせる演奏方法である。意図的にアタック音を消して滑らかな音色を得る事で、その印象がバイオリンのようである事からこう呼ばれている。ボリューム・コントロールを用いる奏法なので、ボリューム奏法とも呼ばれる。
演奏者の好みによって、ギター本体に装備されているボリューム・コントロール・ノブを手でコントロールするか、足下にボリュームペダルを置いて足でコントロールする場合がある。
このような音を再現するのには、ミキシング時に録音されたギターの音に対して音量コントロールを施すことによっても可能であるが、「奏法」とは言い難い。

## バイオリン奏法で使用する、ギターにポット等について
ギターのヴォリューム・ポット（ポテンショメータ）としては、Aカーブのものが使い易い。音量を消した状態からスムーズに音量が上がる為である。Bカーブのポットは、ツマミの角度と抵抗値が正比例関係に近いので、こちらの方がスムーズに立ち上がりそうな気がするが、人の耳で聞いた場合、小音量側で急に大きくなる様に聞こえてしまう。小音量側の抵抗値が、ツマミを回した角度に対してなかなか大きくならないAカーブのポットの方が、ツマミを回した角度に対して、かえって自然に正比例して音量が上がると感じられるのである。
また、ハイパスフィルター（コンデンサー容量0.001μF（コンデンサーへの表記102）以下）をギターのヴォリューム・ポットに入れた場合、Aカーブのポットを使っても、消音状態から急に音量が上がる様になる事がある。その場合は、コンデンサーの容量を小さいもの（0.00033μF（コンデンサーへの表記331）等）へ交換すると改善できる。